# Taison
Taison, właśc. Taison Barcellos Freda (ur. 13 stycznia 1988 w Pelotas, w stanie Rio Grande do Sul) – brazylijski piłkarz, grający na pozycji ofensywnego pomocnika lub napastnika w greckim PAOK Saloniki.

## Kariera piłkarska

### Kariera klubowa

#### Wczesne lata
Wychowanek miejscowego klubu Grêmio Esportivo Brasil, gdzie go zauważyli skauci SC Internacional. Najpierw grał w drużynie młodzieżowej, a w 2008 debiutował w podstawowej jedenastce Internacional. 26 sierpnia 2010 podpisał 5-letni kontrakt z Metalistem Charków. Ukraiński klub zapłacił za niego 6,3 miliona euro.

#### Szachtar Donieck
11 stycznia 2013 podpisał kontrakt z Szachtarem Donieck, który zapłacił za niego około €15 milionów, a także oddał klubowi z Charkowa kilku swoich zawodników.

## Kariera reprezentacyjna
W 2016 debiutował w narodowej reprezentacji Brazylii.

## Sukcesy i odznaczenia

### Sukcesy klubowe
SC Internacional
- mistrz Campeonato Gaúcho: 2008, 2009
- finalista Copa do Brasil: 2009
- wicemistrz Brazylii: 2009
- zdobywca Copa Libertadores: 2010
- zdobywca Copa Sudamericana: 2008
- zdobywca Copa Suruga Bank: 2009

Metalist Charków
- brązowy medalista mistrzostw Ukrainy: 2011, 2012

Szachtar Donieck
- mistrz Ukrainy: 2012/13, 2013/14, 2016/17, 2017/18
- zdobywca Pucharu Ukrainy: 2012/13, 2015/16, 2016/17, 2017/18
- zdobywca Superpucharu Ukrainy: 2013, 2014, 2015, 2017

### Sukcesy indywidualne
- król strzelców Campeonato Gaúcho: 2009
- król strzelców Copa do Brasil: 2009